# Jenni Fagan
Jenni Fagan (Scozia, 1977) è una scrittrice scozzese.

## Biografia
Nata in un non meglio precisato ospedale psichiatrico vittoriano scozzese, ha trascorso i primi 16 anni di vita in affidamento al sistema di assistenza nazionale sotto 4 nomi diversi e 29 differenti collocazioni.
Una volta lasciato il sistema assistenziale ha vissuto alcuni anni senza fissa dimora; si è laureata all'Università di Greenwich, ha ottenuto una borsa di studio presso la Royal Holloway e ha conseguito un dottorato di ricerca all'Università di Edimburgo.
Il suo esordio letterario è avvenuto nel 2009 con la raccolta di liriche Urchin Belle al quale ha fatto seguito il suo primo romanzo, il distopico Panopticon, uscito nel 2012 e ispirato al progetto del carcere ideale ideato dal filosofo Jeremy Bentham.
Autrice di altri 3 romanzi e 5 raccolte di poesie, nel 2023 ha pubblicato il memoir Ootlin grazie al quale è entrata nella longlist del Women's Prize for Fiction 2025.
Vive a Edimburgo con suo figlio.

## Opere

### Romanzi
- Panopticon (The Panopticon, 2012),  Milano, Isbn, 2014 traduzione Barbara Ronca ISBN 978-88-7638-427-1. - Nuova ed. Milano, Carbonio, 2019 traduzione Barbara Ronca ISBN 978-88-99970-24-6.
- Pellegrini del sole (The Sunlight Pilgrims, 2016), Milano, Carbonio, 2017 traduzione Olimpia Ellero ISBN 978-88-99970-10-9.
- Luckenbooth (2021)
- Hex (2022)

### Memoir
- Ootlin (2023)

### Raccolte di poesie
- Urchin Belle (2009)
- Impilo/The Acid Burn No Face Man (2012)
- The Dead Queen of Bohemia: New & Collected Poems (2016)
- There's A Witch in the Word Machine (2018)
- Truth (2019)
- The Bone Library (2022)

## Premi e riconoscimenti

### Vincitrice
Premio Gordon Burn
- 2024 con Ootlin[6]